# Campo Batu Lintang

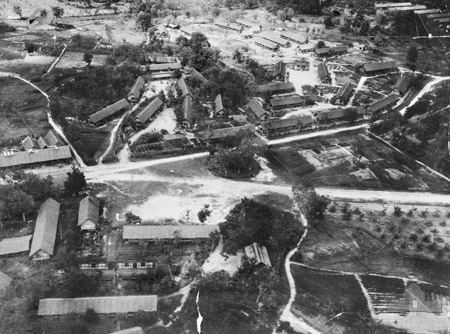
Vista aérea de parte do campo de prisioneiros de guerra Batu Lintang, Sarawak, Bornéu. Fotografia tirada em ou depois de 29 de agosto de 1945 como sinais de painel L, X e III podem ser vistos no telhado do longo edifício paralelo à pista na borda esquerda da imagem: quarta-feira, 29 de agosto [1945]. Às 10h30, os aviões lançaram panfletos, obviamente destinados a nós... Acontece que o panfleto é dirigido ao comandante da área japonês e está escrito em inglês e japonês. Os pontos principais são os seguintes: 1 A guerra acabou 2 Os japoneses solicitaram estabelecer contato com a AIF enviando uma delegação para receber um grupo de oficiais que desembarcavam na foz do rio por Catalina. Horário: 11h. Escolha das datas: 30 de agosto ou 1º de setembro ou data posterior. 3 Os japoneses podem entrar em contato com a AIF por rádio? 4 Os japoneses permitirão que suprimentos sejam entregues aos prisioneiros de guerra? 5 As patrulhas sobrevoarão e observarão as respostas em japonês acima, a serem dadas pelos seguintes sinais de código: L = Entrega de suprimentos X = Não é possível entrar em contato por rádio I = Encontro você no dia 30 de agosto II = Encontro você no dia 1º de setembro III = Encontrarei você em uma data posterior. Com muita pressa, os japoneses estabeleceram o L X III sinais de código. Ficamos desapontados ao ver o III em vez do I 6. Os japoneses foram instruídos a estender o drome para 3 000 metros. Às 15h, alguns Beaufighters vieram observar os sinais de código exibidos. (Bell, Frank (1991): Universidade Disfarçada, 115-6). As entregas de suprimentos começaram no dia seguinte.

O campo de Batu Lintang (também conhecido como Lintang Barracks e campo de prisioneiros de guerra de Kuching) em Kuching, Sarawak, na ilha de Bornéu, foi um campo de internamento japonês durante a Segunda Guerra Mundial. Era incomum porque abrigava prisioneiros de guerra (prisioneiros de guerra) aliados e internos civis. O campo, que funcionou de março de 1942 até a libertação do campo em setembro de 1945, estava alojado em edifícios que eram originalmente quartéis do Exército da Índia Britânica. A área original foi ampliada pelos japoneses até cobrir cerca de 50 acres (20 hectares). A população do campo oscilou devido ao movimento de prisioneiros entre os campos em Bornéu e como resultado das mortes dos prisioneiros. Tinha uma população máxima de cerca de 3 000 prisioneiros.
A vida no campo era dura, com prisioneiros de guerra e internos forçados a suportar escassez de alimentos, doenças e enfermidades para as quais eram disponibilizados poucos remédios, trabalho forçado, tratamento brutal e falta de roupas e alojamentos adequados. Dos cerca de 2 000 prisioneiros de guerra britânicos ali detidos, mais de dois terços morreram durante ou como resultado do seu cativeiro. A construção e operação de um receptor de rádio secreto durante mais de dois anos e meio, desde Fevereiro de 1943 até à libertação do campo, aumentou o moral e permitiu aos prisioneiros acompanhar o progresso da guerra. A descoberta teria resultado em morte certa para os envolvidos.
Após a rendição incondicional do Japão em 15 de agosto de 1945, o campo foi libertado em 11 de setembro de 1945 pela 9ª Divisão australiana. Na libertação, a população do campo era de 2 024, dos quais 1 392 eram prisioneiros de guerra, 395 eram homens civis internados e 237 eram mulheres e crianças civis. Entre os documentos oficiais japoneses encontrados no campo após a sua libertação estavam duas "ordens de morte". Ambos descreveram o método proposto de execução de cada prisioneiro de guerra e internado no campo. O primeiro despacho, com data de promulgação prevista para 17 ou 18 de agosto, não foi executado; a segunda estava marcada para 15 de setembro. A libertação atempada do campo pode ter evitado o assassinato de mais de 2 000 homens, mulheres e crianças.
Em julho de 1948, uma escola de formação de professores mudou-se para o local, onde continua até hoje, sendo o estabelecimento mais antigo desse tipo na Malásia.